# Trận Thái Thạch (1161)
Chiến tranh giữa hai nước Tống–Kim diễn ra vào cuối năm 1161, được phát động bởi Kim đế Hoàn Nhan Lượng. Cuộc chiến này thường được gọi là trận Thái Thạch (tiếng Trung: 采石之戰, Thái Thạch chi chiến), bởi gần như đây là trận giao tranh duy nhất đáng kể, lại có tính quyết định đến toàn cục. Trận đánh diễn ra vào các ngày 26 đến ngày 27 tháng 11 năm 1161. Đại quân nhà Kim dưới sự chỉ huy của Kim đế Hoàn Nhan Lượng cố gắng vượt Trường Giang với ý định thôn tính Nam Tống, thống nhất Trung Quốc. Trong khi đó, quân Tống lại được dẫn dắt bởi một quan văn là Ngu Doãn Văn. Các tàu guồng của quân Tống được trang bị máy phóng đối trọng bắn bom cháy được làm từ thuốc nổ và vôi không gặp phải nhiều khó khăn để đánh chìm tàu hạng nhẹ của quân Kim.

## Tổng quan
Kể từ năm 1125, nhà Kim đã chinh phục các lãnh thổ cũ của nhà Tống ở phía bắc sông Hoài. Năm 1142, một hiệp ước hòa bình được ký kết để phân định biên giới giữa hai quốc gia, đưa nhà Kim kiểm soát Trung Quốc ở phần phía bắc và nhà Tống kiểm soát ở phía nam. Năm 1150, Hoàn Nhan Lượng lên ngôi hoàng đế và nuôi tham vọng thống nhất Trung Hoa. Năm 1158, ông khẳng định rằng nhà Tống đã vi phạm hiệp ước năm 1142 và vin cớ này để tuyên chiến với nhà Tống. Để chuẩn bị cho cuộc chiến vào năm sau, ông đã ra quân dịch yêu cầu tất cả thanh niên trai tráng phải nhập ngũ. Lệnh trưng binh này không được lòng dân nên nhiều cuộc khởi nghĩa nổ ra nhưng sau đó bị dập tắt. Quân Kim rời kinh đô Khai Phong vào ngày 15 tháng 10 năm 1161 và chọc thủng từ sông Hoài đến Trường Giang.
Quân Tống được tăng cường dọc theo chiến tuyến Trường Giang. Hoàn Nhan Lượng lên kế hoạch vượt sông ở Thái Thạch, phía nam Nam Kinh ngày nay. Ông khởi hành từ bờ sông Trường Giang vào ngày 26 tháng 11 và có một trận thủy chiến với quân Tống do Ngu Doãn Văn và Trần Khang Bá chỉ huy. Hoàn Nhan Lượng thua trận và rút về Dương Châu.
Hoàn Nhan Lượng bị chính quân lính của ông ám sát trong một trại quân sự ngay sau khi trận Thái Thạch kết thúc. Trong lúc Hoàn Nhan Lượng vắng mặt, một cuộc đảo chính quân sự xảy ra tại triều đình nhà Kim, kết quả là Kim Thế Tông lên ngôi hoàng đế. Năm 1165, một hiệp ước hòa bình được ký kết chấm dứt cuộc xung đột giữa Tống và Kim.
Tại trận Thái Thạch, nhà Tống dẫn đầu đội quân 1,8 vạn người, trong khi Hoàn Nhan Lượng được cho là dẫn đầu đội quân 60 vạn quân Kim. Trong suốt trận chiến, nhiều binh sĩ Kim đã đào ngũ làm hao tổn binh lực khi họ nhận ra kỵ binh thảo nguyên phía bắc của họ không phù hợp cho các trận thủy chiến sông hồ. Nhà Tống giành chiến thắng chủ yếu nhờ hải quân, thuốc súng và súng ống vượt trội. Chiến thắng đã làm gia tăng sĩ khí của bộ binh nhà Tống và góp phần đẩy lùi cuộc nam tiến của quân Kim.

## Bối cảnh

### Kim-Liêu-Tống

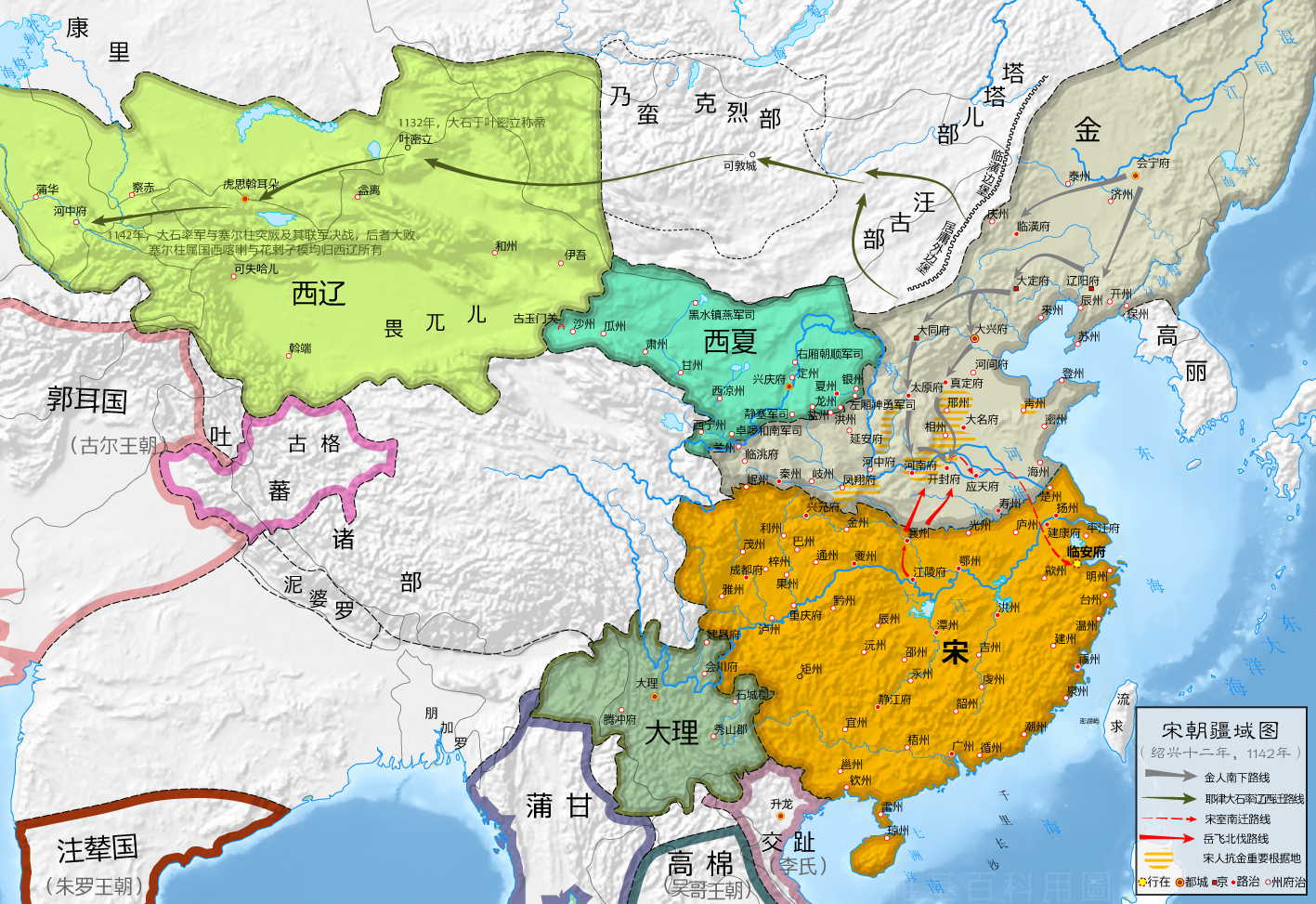
Tống (cam), Kim (xám), Tây Hạ (ngọc lam), Tây Liêu (xanh lục nhạt) là các nước lớn của Trung Quốc vào thời điểm đó, với Tống và Kim chiếm đóng phần phía đông Trung Quốc

Nhà Tống (960–1276) là triều đại do người Hán thống lĩnh, cai trị vùng Đông Nam Trung Quốc. Ở phía bắc của họ là nhà Kim, một triều đại có sự pha trộn giữa người Nữ Chân và người Hán, cai trị vùng Đông Bắc Trung Quốc. Lãnh đạo của nhà Kim là người Nữ Chân, một liên minh các bộ lạc bán nông từ vùng Mãn Châu ở phía đông bắc Trung Quốc. Tuy nhiên, nhiều quý tộc người Hán ở phía Bắc cũng nằm trong phần lãnh thổ của nhà Kim. Nhà Liêu là triều đại do người Khiết Đan bá chủ, cai trị các vùng của Mông Cổ, Tây Trung Quốc và Trung Á.
Nhà Tống và nhà Kim từng là đồng minh quân sự. Vào năm 1114, Hoàn Nhan A Cốt Đả đã lãnh đạo người Nữ Chân nổi dậy chống lại các cựu lãnh chúa của họ là nhà Liêu do người Khiết Đan cai trị. Năm 1115, A Cốt Đả lên ngôi hoàng đế và lập ra nhà Kim. Nhà Kim đàm phán với nhà Tống về việc liên minh với nhau để chống lại nhà Liêu. Họ lên kế hoạch cho cuộc tấn công vào năm 1121 nhưng sau đó dời lại đến năm 1122.
Năm 1122, quân Kim chiếm được Thượng Kinh và Tây Kinh trong khi quân Tống cố gắng chiếm giữ Yên Kinh ở Liêu Nam (ngày nay là Bắc Kinh) nhưng cuối năm đó, Yên Kinh lại rơi vào tay nhà Kim. Nhà Kim và Nhà Tống trải qua nhiều lần đàm phán rồi ký kết hiệp ước vào năm 1123 nhưng mối quan hệ song phương của họ dần xấu đi vì những tranh chấp lãnh thổ liên quan tới Yên Vân thập lục châu. Năm 1125, nhà Kim xâm lược nhà Tống.

### Chiến tranh Kim-Tống bắt đầu
Đến năm 1127, nhà Kim đã thống nhất phần lớn miền bắc Trung Quốc và bao vây kinh đô Khai Phong của nhà Tống hai lần. Trong cuộc vây hãm Khai Phong lần thứ hai, Tống Khâm Tông bị bắt. Quân Kim đã bắt ông và các thành viên của hoàng tộc nhà Tống đến Đông Bắc Trung Quốc làm con tin. Các thành viên thoát khỏi cuộc truy bắt đã tẩu thoát về phía nam, lập kinh đô tạm thời, đầu tiên ở Nam Kinh Thương Khâu sau dời đến là Hàng Châu vào năm 1129.
Việc dời đô của nhà Tống về phía nam đến Hàng Châu báo hiệu sự chuyển giao thời kỳ từ Bắc Tống sang Nam Tống. Hoàng đệ của Khâm Tông, hoàng tử Triệu Cấu xưng đế ở Nam Kinh vào năm 1127, kế thừa ngai vị bỏ trống của Khâm Tông. Ông được biết đến với miến hiệu là Tống Cao Tông. Năm 1130, danh tướng Ngột Truật của nhà Kim vượt sông Trường Giang để truy bắt Cao Tông nhưng hoàng đế đã chạy thoát. Ngột Truật rút lui về phía bắc đến Trường Giang thì chạm trán với hạm đội mạnh hơn của quân Tống do Hàn Thế Trung chỉ huy.
Nhà Kim tiếp tục tiến vào các lãnh thổ còn lại của nhà Tống ở Giang Nam. Họ phải đối mặt với nhiều vấn đề như cuộc nổi dậy của những người trung thành với nhà Tống ở phía bắc, cái chết của nhiều chỉ huy quan trọng và sự tiến công của các tướng lĩnh quân Tống như Nhạc Phi. Nhà Kim dựng nên nhà nước bù nhìn Đại Tề (大齊) để làm nước đệm giữa Tống và Kim nhưng Đại Tề đã không thể đánh bại được nhà Tống. Nhà Kim bãi bỏ Đại Tề vào năm 1137. Khi quân Kim từ bỏ việc xuôi nam, các cuộc đàm phán hòa bình được tiếp tục.
Hiệp ước Thiệu Hưng ký kết vào năm 1142 thiết lập biên giới giữa hai quốc gia dọc theo sông Hoài nằm ở phía bắc Trường Giang. Hiệp ước cấm nhà Tống mua ngựa từ nhà Kim nhưng việc buôn lậu vẫn tiếp tục ở các chợ biên giới. Quan hệ giữa hai quốc gia hầu như yên bình cho tới khi Hoàn Nhan Lượng phát động chiến tranh vào năm 1161.

### Nhà Kim chuẩn bị cho trận Thái Thạch

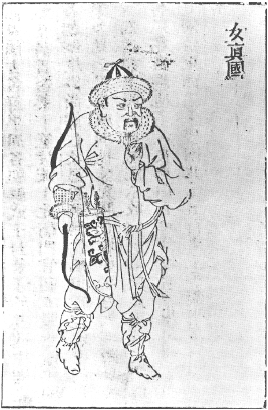
Chiến binh Nữ Chân với cây cung bên mình, trên một bản in bản khắc gỗ đầu thế kỷ 17

Hoàn Nhan Lượng lên ngôi hoàng đế vào năm 1150 sau khi phát động chính biến ám sát Kim Hi Tông. Ông tự coi mình là hoàng đế chuyên quyền kiểu Hán hơn là một thủ lĩnh người Nữ Chân phải cai trị thông qua một hội đồng bộ lạc. Kim sử có ghi chép lại việc Hoàn Nhan Lượng nói với các quan lại của ông về ba ham muốn với cuộc đời: "Đời ta có ba việc lớn. Một là quốc gia đại sự, tất thảy đều do ta tự quyết. Hai là cầm quân chinh chiến nơi xa. Ba là kết thành phu thê với những mỹ nữ tuyệt sắc trong thiên hạ." Tham vọng cuối cùng của ông là thống trị toàn bộ Trung Quốc chứ không riêng gì lãnh thổ phía bắc. Trong suốt thời thơ ấu, Hoàn Nhan Lượng đã bắt chước những tập quán của nhà Tống, chẳng như uống trà mà ông học được từ các sứ giả. Sau khi lên ngôi hoàng đế, ông theo đuổi chính sách Hán hóa (汉化) nhà nước. Sự ham thích của ông với văn hóa nhà Tống đã khiến ông bị người Nữ Chân gọi là "bắt chước người Hán". Ông dời đô từ Thượng Kinh từ phủ Huệ Ninh ở phía đông bắc đến Yên Kinh (Bắc Kinh ngày nay) và đổi Khai Phong thành Nam Kinh vào năm 1157. Ông cũng di chuyển các tổ chức chính phủ về phía nam, phá bỏ các cung điện của thủ lĩnh Nữ Chân ở Mãn Châu và xây dựng thành quách, cung thất ở Yên Kinh và Khai Phong. Ông lên kế hoạch dời đô nhà Kim xa hơn về phía nam đến Hoa Trung. Các dự án xây dựng của Hoàn Nhan Lượng đã rút cạn ngân khố của nhà Kim.
Kế hoạch cho cuộc chiến chống Nam Tống bắt đầu vào năm 1158. Năm đó, Hoàn Nhan Lượng cho rằng nhà Tống đã phá vỡ Hiệp ước năm 1142. Năm 1159, ông bắt đầu xây dựng quân đội để chuẩn bị cho cuộc chiến. Ông có được vũ khí mà ông tích trữ ở Yên Kinh cũng như số lượng ngựa lên tới 56 vạn con. Hoàn Nhan Lượng hiểu rằng cuộc xâm lược nhà Tống sẽ cần rất nhiều nhân lực. Ông đảm bảo rằng những người lính Hán sẽ được đưa vào chiến tranh cùng với những người lính Nữ Chân. Đợt tuyển quân kéo dài đến năm 1161.
Những cuộc giao tranh hải quân có thể xảy ra vì nhà Kim đã lên kế hoạch di chuyển bằng đường sông. Tàu bị tịch thu để phục vụ cho chiến tranh và 3 vạn tân binh được chỉ định vào hạm đội. Hoàn Nhan Lượng cho phép đóng tàu chiến vào tháng 3 năm 1159 dưới sự bảo trợ của Binh Bộ. Việc đóng tàu bắt đầu ở Thông Châu (通) gần thành Yên Kinh. Hoàn Nhan Lượng tự bổ nhiệm mình là người đứng đầu quân đội và nắm quyền chỉ huy lực lượng Kim. Lệnh trưng binh không thuận lòng dân nên nhiều cuộc nổi dậy nổ ra ở các phủ lân cận với nhà Tống. Hoàn Nhan Lượng không chấp nhận sự bất tuân đến mức xử tử cả mẹ kế sau khi nghe tin bà phản đối kịch liệt chiến tranh.
Để loại bỏ bất cứ mối đe dọa đối với tính chính danh khi trở thành Hoàng đế toàn cõi Trung Hoa, Hoàn Nhan Lượng ra lệnh xử tử tất cả thành viên nam của hoàng tộc Tống và Liêu cư trú trên lãnh thổ nước Kim. Việc hành quyết 130 thành viên của hai hoàng tộc trong vòng vài tháng đã gây mất lòng dân khiến người Khiết Đan nổi dậy không lâu sau đó ở Đông Bắc Trung Quốc. Họ từ chối gia nhập quân đội vì tuân theo quân dịch sẽ khiến quê hương của họ không được bảo vệ khỏi các bộ tộc đối thủ trên thảo nguyên. Hoàn Nhan Lượng từ chối yêu cầu của họ. Quân khởi nghĩa Khiết Đan sau đó đã giết chết một số quan lại người Nữ Chân. Nghĩa quân Khiết Đan dù bị phân mảnh nhưng vẫn có những kế hoạch riêng biệt để mở rộng quy mô cuộc nổi dậy bằng cách tập trung lực lượng ở vùng Ba Lâm Tả, cố đô nước Liêu, hoặc đưa người Khiết Đan từ vùng Đông Bắc Trung Quốc về khu vực Trung Á, nơi nước Tây Liêu đã hình thành sau sự sụp đổ của nhà Liêu. Dù kế hoạch có thế nào đi chăng nữa thì Hoàn Nhan Lượng cũng đành tiêu tốn tài nguyên và sức người để dập tắt cuộc khởi nghĩa bất chấp nỗ lực chuẩn bị cho chiến tranh.

### Nhà Tống chuẩn bị cho trận Thái Thạch
Hai nước Kim Tống vẫn không ngừng trao đổi sứ giả trong khoảng thời gian trước khi chiến tranh nổ ra. Tống sử cho rằng nhà Tống nhận ra nhà Kim đang lên kế hoạch cho cuộc xâm lược khi họ cảm thấy sứ giả nước Kim có thái độ vô lễ. Một vài quan lại nhà Tống nhìn thấu được nguy cơ chiến tranh đang đến gần nhưng Tống Cao Tông vẫn hi vọng duy trì quan hệ hòa bình với nhà Kim. Sự miễn cưỡng khi chống lại nhà Kim của Cao Tông khiến việc củng cố phòng tuyến ở biên giới nước Tống bị trì hoãn. Nhà Tống chỉ kịp xây nhanh ba đồn trú quân sự vào năm 1161. Hoàn Nhan Lượng khởi hành từ Khai Phong vào ngày 15 tháng 10 năm 1161. Cuộc tiến công được chia thành 4 đạo và Hoàn Nhan Lượng đích thân dẫn đầu đội quân tiến vào An Huy. Quân Kim vượt qua ranh giới sông Hoài vào ngày 28 tháng 10, tiến vào lãnh thổ nước Tống. Khả năng phòng thủ của quân Tống là rất yếu vì họ tập trung củng cố ở bờ nam của sông Dương Tử chứ không phải ở sông Hoài.
Trần Bá Khang là tể tướng của nhà Tống được giao nhiệm vụ chỉ huy hải quân Tống kiêm hoạch định tiến công chiến lược chống lại quân Kim. Ngu Doãn Văn là quan văn, đóng vai trò chỉ huy quân Tống phòng thủ. Những tàu chiến có guồng của hạm đội Tống được trang bị máy phóng đối trọng có thể phóng bom cháy bọc thuốc súng và vôi để đánh sập tàu hạng nhẹ của hạm đội quân Kim.

## Trận thủy chiến ở Thái Thạch
Đội quân của Hoàn Nhan Lượng xây dựng đồn lũy gần Dương Châu ở phía bắc sông Dương Tử. Cuộc tiến công của quân Kim bị chậm lại do quân Tống giành thắng lợi ở phía tây và chiếm được nhiều châu của nước Kim. Hoàn Nhan Lượng sau đó chỉ huy lực lượng vượt qua Dương Tử tại Thái Thạch, phía nam của Nam Kinh ngày nay. Trận thủy chiến giữa Tống và Kim diễn ra vào ngày 26 và 27 tháng 11 năm 1161.
Tể tướng và lãnh đạo hải quân Tống, Trần Khang Bá (陈康伯) là người đề ra chiến lược cho trận chiến. Bá đích thân dẫn dầu một trung đoàn hải quân, cử tướng Ngu Doãn Văn (quan văn) cùng với các trung úy của Văn chỉ huy phần còn lại của đội quân. Doãn Văn là trung thư xá nhân (tiếng Trung: 中書舍人; bính âm: zhongshu sheren), ông có mặt tại Thái Thạch để trọng thưởng cho binh lính vì họ đã hoàn thành xuất sắc nhiệm vụ. Thật tình cờ là chuyến thăm của ông lại cùng thời điểm với chiến dịch của Hoàn Nhan Lượng. Khi Doãn Văn lần đầu đến đây, lực lượng Tống còn phân tán khá nhiều nên ông nắm quyền chỉ huy và lập nên một đơn vị gắn kết.
Một ngày trước trận chiến, quân Kim giết ngựa tế cáo trời đất (hiến tế động vật). Vào ngày 26 tháng 11, quân Kim khởi hành từ bờ sông Dương Tử và giao chiến với hạm đội Tống. Một số tàu chiến của quân Kim đóng rất sơ sài. Trên đường đến Đại Vận Hà, một số thuyền của quân Kim bị sa lầy ở hồ Lương Sơn do hồ quá nông. Hoàn Nhan Lượng yêu cầu đóng thêm tàu khẩn cấp vào năm 1161 để bù đắp cho những con tàu bị mắc kẹt ở Lương Sơn. Một tài liệu về cuộc chiến cho rằng tàu Kim được đóng trong vòng một tuần bằng vật liệu tái chế từ những tòa nhà bị phá hủy. Sự thiếu hụt tàu chiến và những con tàu sẵn có lại kém chất lượng nên quân Kim không thể chở thêm binh lính cần thiết để chiến đấu trong trận thủy chiến với quân Tống.
Quân Tống phản công mạnh mẽ hơn những gì mà Hoàn Nhan Lượng dự đoán. Tàu guồng của hải quân Tống có thể di chuyển nhanh hơn và vượt trội hơn so với những tàu chiến chậm chạp của quân Kim. Quân Tống giấu hạm đội của họ sau đảo Thất Bảo Sơn. Các con tàu sẽ rời đảo sau khi trinh sát trên lưng ngựa ra hiệu bằng lá cờ trên đỉnh đảo thông báo về sự tiếp cận của quân Kim. Khi hạm đội Tống thấy cờ thì họ sẽ bắt đầu tấn công từ cả hai phía của hòn đảo. Lính Tống vận hành những chiếc máy phóng đối trọng có lực kéo để phóng bom cháy "phích lịch pháo" cùng với vật liệu nổ mềm khác chứa vôi và lưu huỳnh có thể tạo ra vụ nổ độc hại sau khi vỡ bọc. Quân Kim cố vượt sông và đến được bờ thì bị quân Tống phục kích ở phía bên kia. Quân Tống giành thắng lợi quyết định, còn Hoàn Nhan Lượng thì đại bại trong trận giao tranh thứ hai vào ngày hôm sau. Sau khi đốt cháy những con tàu còn lại, ông rút về Dương Châu và bị ám sát trước khi có thể hoàn tất việc chuẩn bị cho một cuộc vượt sông khác.

## Thương vong
Một nguồn của nhà Tống báo cáo rằng có khoảng 18.000 binh sĩ Tống đóng quân ở Thái Thạch. Một tài liệu cho rằng khoảng 40 đến 60 vạn binh sĩ Kim đã có mặt trong trận chiến. Herbert Franke lý luận rằng quân Tống chỉ có 12 vạn binh sĩ chiến đấu trên toàn mặt trận và con số nửa triệu có thể đề cập đến số lượng quân Kim trước khi vượt sông Hoài tiến đến sông Trường Giang. Số lượng quân lính đào ngũ và thương vong do đàn đáp các cuộc khởi nghĩa đã làm quân Kim suy giảm quân số khi đến Trường Giang.
Tài liệu Kim sử báo cáo con số thương vong của quân Kim dao động từ một mãnh án (猛按 1000 binh sĩ theo đơn vị của người Nữ Chân) và 100 người (1100) và hai mãnh án và 200 người (2200). Tống sử lại cho rằng con số thương vong của quân Kim là 4000 binh sĩ và hai tướng quân cấp vạn hộ (万户 1 vạn quân). Theo một chiến báo khác của quân Tống thì 24.000 binh sĩ Kim tử trận cùng với 500 chiến sĩ và 5 mãnh án (5500) bị bắt làm tù binh. Một nguồn tin dè dặt hơn của nhà Tống ước tính rằng quân Kim chỉ có 500 binh sĩ và 20 tàu chiến tại Thái Thạch.

## Kỹ thuật quân sự và hải quân
Có tới 340 tàu của hạm đội Tống được sử dụng trong trận Thái Thạch năm 1161. Hạm đội quân Tống đã sử dụng máy phóng đối trọng để bắn phá tàu quân Kim bằng bom cháy (phích lịch hỏa cầu 霹雳火球 hoặc phích lịch hỏa pháo 霹雳火砲) có chứa hỗn hợp thuốc súng, vôi, sắt vụn và asen. Báo cáo cho biết quả bom tạo ra âm thanh lớn chứng tỏ hàm lượng nitrat trong hỗn hợp thuốc súng đủ lớn để tạo ra vụ nổ. Bột vôi trong bom ở Thái Thạch tạo ra đám khói mù mịt tương tự như hơi cay. Hỏa cầu phát tán ra khói khi vỏ bom bị vỡ. Kíp nổ sẽ kích nổ bom sau khi phóng.
Nhà Kim đã bắt hàng nghìn thợ rèn để chế tạo áo giáp và vũ khí cho hạm đội và công nhân để đào kênh cần thiết cho việc vận chuyển các con tàu từ Thông Châu đến Đại Vận Hà qua cảng Bắc Trực Cô (直沽) (Thiên Tân ngày nay). Quân Kim bao bọc các con tàu hạng nhẹ của họ bằng những lớp da dày của tê giác. Mỗi con tàu có hai tầng với lính ở boong dưới chịu trách nhiệm cho việc chèo tàu, còn lính ở boong trên có thể sử dụng vũ khí phóng. Ba biến thể khác nhau của tàu chiến đã được chế tạo. Một số tàu đã bị sa lầy ở Lương Sơn và tàu được đóng để thay thế có chất lượng kém hơn. Hạm đội của quân Kim không thể đánh bại tàu chiến to hơn và nhanh hơn của quân Tống.
Trận chiến có ý nghĩa quan trọng trong lịch sử công nghệ của hải quân Tống. Tiến bộ công nghệ của hải quân Tống chứng tỏ rằng họ có thể tiếp cận biển Hoa Đông, nơi họ có tranh chấp với lực lượng quân sự của Kim và Mông Cổ đối địch. Mặc dù hỏa pháo bắn từ máy phóng đối trọng đã được phát minh từ nhiều thập kỷ trước nhưng vẫn chưa trở nên bắt buộc trên các tàu chiến quân Tống cho đến năm 1129. Những con tàu guồng được chế tạo liên tục với nhiều kích cỡ khác nhau trong khoảng thời gian từ năm 1132 đến 1183. Một kỹ sư họ Cao đã nghĩ ra con tàu được trang bị tới 11 guồng mỗi bên và kỹ sư họ Tần đã thiết kế lớp mạ sắt để bọc tàu vào năm 1203. Tất cả những tiến bộ kỹ thuật này đã hỗ trợ sự gia tăng nhanh chóng về quy mô lực lượng. Theo Joseph Needham, hải quân Tống đã "từ 11 hải đoàn và 3000 quân tăng lên thành 20 hải đoàn và 52.000 quân trong vòng một thế kỷ".